# Bristol (Québec)
Pour les articles homonymes, voir Bristol.
Bristol est une municipalité de village du Québec (Canada), située dans la municipalité régionale de comté de Pontiac et dans la région administrative de l'Outaouais.

## Toponymie
Son nom, qui paraît sur la carte de Gale et Duberger en 1795, rappelle la ville de Bristol, comté de Gloucestershire, au sud-ouest de l'Angleterre.

## Géographie
Bristol longe la rive nord du lac des Chats, élargissement de la rivière des Outaouais. La rivière Quyon traverse la municipalité du nord-ouest vers le sud-est. Plutôt rural, elle comprend deux petites agglomérations : Norway Bay et Bristol.

## Démographie
| 1991  | 1996  | 2001 | 2006  | 2011  | 2016  | 2021  |
| ----- | ----- | ---- | ----- | ----- | ----- | ----- |
| 1 116 | 1 129 | 993  | 1 210 | 1 128 | 1 036 | 1 120 |

## Administration
Les élections municipales se font en bloc pour le maire et les six conseillers.
| Bristol Maires depuis 2001                                                                                           |                |         |          |
| Élection | Maire          | Qualité | Résultat |
| 2001 | John W. Graham |         | Voir     |
| 2005 | John W. Graham | Voir    |          |
| 2009 | Brent Orr      |         | Voir     |
| 2013 | Brent Orr      | Voir    |          |
| 2017 | Brent Orr      | Voir    |          |
| 2021 | Brent Orr      | Voir    |          |
| Élection partielle en italique Depuis 2005, les élections sont simultanées dans toutes les municipalités québécoises |                |         |          |

## Galerie photos

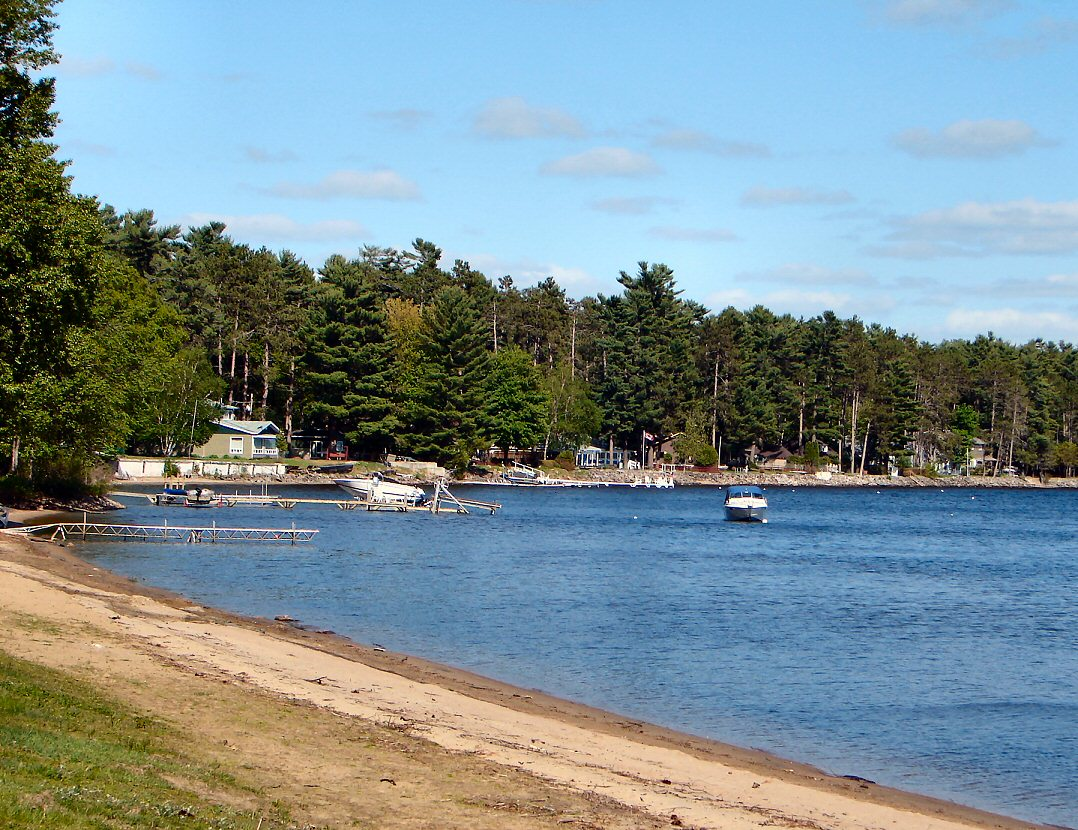
La plage de Norway Bay.
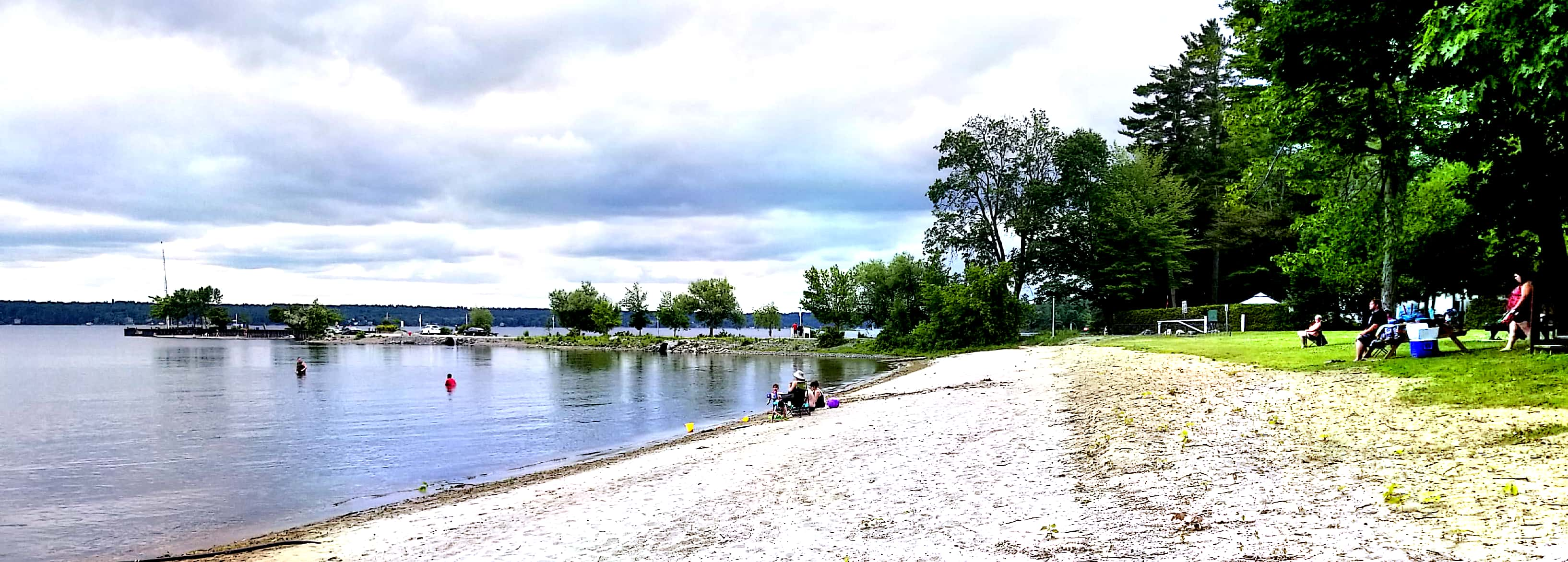
Plage et quai de Norway Bay à Bristol (MRC de Ponctiac, QC), sur la rivière des Outaouais, le 27 juin 2018.
- Affiche du sentier patrimonial de Norway Bay à Bristol le 27 juin 2018.